# یرواند ترزیان
یرواند ترزیان (ارمنی: Երվանդ Թերզյան؛ انگلیسی: Yervant Terzian؛ ۹ فوریهٔ ۱۹۳۹ – ۲۵ نوامبر ۲۰۱۹) اخترشناس ارمنی‌تبار اهل مصر بود. وی پروفسور ممتاز دپارتمان اخترشناسی دانشگاه کرنل که وی بین سال‌های ۱۹۷۹ و ۱۹۹۹ ریاست آن را برعهده داشت.

## زندگی‌نامه
وی در ۹ فوریهٔ ۱۹۳۹ در اسکندریه به دنیا آمد و از دانشگاه آمریکایی قاهره دانشگاه ایندیانا بلومینگتون فارغ‌التحصیل گشت. وی عضو فرهنگستان ملی علوم ارمنستان بود. وی همچنین برنده جوایزی همچون نشان آنانیا شیراکاتسی و مدال خدمات برجسته ناسا شد. وی در ۲۵ نوامبر ۲۰۱۹ در سن ۸۰ سالگی در ایتاکا، نیویورک درگذشت.